# Mejen Ech Chitan
Pour les articles homonymes, voir Ech (homonymie).
Mejen Ech Chitan (arabe : ماجن الشيطان) est un site naturel situé dans le gouvernorat de Bizerte, au nord-ouest de la Tunisie, et couvrant une superficie de sept hectares.
Ce site localisé dans la chaîne montagneuse de faible altitude des Mogods, parallèle à la mer entre Sidi Mechreg et Sidi El Barrak, contient la tourbière de Majen Ben Hmida, située à 330 mètres d'altitude et s'étendant sur 875 m2.
Il est classé comme une réserve naturelle en 1993 et comme un site Ramsar le 7 novembre 2007, sous le nom de « lac et tourbière de Mejen Ech Chitan ».

## Appellation
Les mots utilisés pour décrire les différentes zones humides en Afrique du Nord varient fortement d'un dialecte à l'autre et ne sont pas très courants, donc peu connus de la population générale. En Tunisie, le mot ماجن majen (aussi épelé madjen, megène ou majin) désigne un petit lac situé en altitude, par opposition à garaâ (ou garaêt si le mot est suivi d'un autre) qui désigne un lac d'eau douce en plaine, voire au niveau de la mer.
Il est fréquent pour les personnes ne connaissant pas cette terminologie spécifique de remplacer un mot très technique, mejen, par le mot mejel, beaucoup plus courant et qui signifie « citerne ». Ainsi, certaines personnes locales appellent la tourbière Mejel ech-Chitan, soit mot à mot « La citerne de Satan » au lieu de « petit lac de Satan ». L'auteur du rapport sur le site Ramsar remarque que l'appellation mejen au lieu de mejel figure déjà sur les cartes françaises du XIXe siècle et ne semble pas non plus connaître la signification du mot qu'il attribue à une erreur de transcription (alors qu'il est descriptif et correct).
Par ailleurs, le lac a aussi été appelé Majen el Orbi en arabe. On le trouve aussi mentionné dans la littérature scientifique en français sous le nom de « lac des Nénuphars » car c'est le seul site connu en Tunisie abritant cette espèce de plantes.

## Description
Le site est localisé dans la chaîne des Mogods, à proximité de la côte mais encore en altitude, à un kilomètre à l'est du village de Sidi Mechreg, au pied d'une montagne appelée djebel Chitan. Une clairière ronde, d'un diamètre de quelques mètres, abrite une tourbière et un lac d'eau douce acide quasi permanent (sauf en cas de sécheresse prolongée sur plusieurs années) d'une profondeur maximale de trois mètres, alimenté par une source provenant du djebel Chitan et qui traverse la tourbière pour être ensuite retenue dans le lac.
La zone est très venteuse (200 jours par an, direction principale provenant du Nord-Ouest) mais relativement bien arrosée pour la région (920 mm par an en moyenne). Des études du pollen dans la tourbière montrent que sa végétation était très bien conservée et similaire à celle actuellement présente dans une autre tourbière appelée Majen Choucha jusqu'aux années 1950. Dans les années 1960, une zone à proximité du lac est cultivée et la tourbière est asséchée et profondément dégradée par l'intervention humaine. La protection de la zone et l'arrêt des cultures ont permis de protéger ce qui reste et une régénération seulement partielle des espèces présentes dans la tourbière.

## Flore
Le site de la tourbière présente une flore rare, en particulier le nénuphar blanc (Nymphaea alba) et la renoncule aquatique (Ranunculus aquatilis), mais aussi l’Isoetes histrix (menacée dans plusieurs zones méditerranéennes et dont c'est la limite sud de distribution) et l'osmonde royale (Osmunda regalis), une fougère présente dans de nombreuses zones du monde, mais souvent menacée. On note la présence de houx (Ilex aquifolium) autour du lac. Le reste de la végétation entourant la tourbière est constituée de filaire (Phillyrea angustifolia), d'arbousier (Arbutus unedo), de daphné garou (Daphne gnidium), de bruyère arborescente (Erica arborea et Erica scoparia), de Lavandula stoechas, d'Halimium halimifolium et d'oléastre (Olea europea).
Aux alentours existe encore une forêt de chêne-lièges (Quercus suber) exploitée par la Direction générale des forêts pour la production de liège, mélangés avec des chênes kermès (Quercus coccifera) et quelques îlots de chênes zéens (Quercus canariensis), avec un sous-bois constitué de plantes humicoles. En d'autres endroits (collines, terrasses alluviales et versants marneux), la végétation est un maquis plus au moins dégradé d’Euphorbia herbacea (es), de Cistus monspeliensis et de pistachier lentisque (Pistacia lentiscus).

## Faune
La mare abrite des grenouilles et des tortues d'eau douce, malgré un dessèchement complet du lac en 2002 à la suite de plusieurs années de sécheresse.

### Mammifères
Les sangliers (Sus scrofa barbarous) sont abondants et labourent le sol de la forêt autour de la tourbière.
La présence d'eau douce et la difficulté pour les humains de s'approcher de la tourbière maintient une diversité de la faune rare et on note la présence de porc-épic à crête (Hystrix cristata), de loutre (Lutra lutra), de la mangouste (Herpestes ichneumon), du hérisson d'Algérie (Erinaceus algirus) et de la hyène rayée (Hyaena hyaena).

### Oiseaux
La zone abrite de nombreux oiseaux nicheurs : le rossignol (Luscinia megarhynchos), le rouge-gorge (Erithacus rubecula witherbyi), le pouillot ibérique (Phylloscopus ibericus), la mésange bleue d'Afrique (Parus teneriffae), la mésange charbonnière (Parus major excelsus) et le pinson des arbres (Fringilla coelebs africana), et même certaines espèces typiques des forêts comme le pic épeiche (Dendrocopus major numidus) et le grimpereau des jardins (Certhia brachydactyla mauretanica).